# Orsotriaena telloana
Orsotriaena telloana är en fjärilsart som beskrevs av Corbet 1942. Orsotriaena telloana ingår i släktet Orsotriaena och familjen praktfjärilar. Inga underarter finns listade i Catalogue of Life.